# Olivier Bessard-Banquy
Pour les articles homonymes, voir Bessard.
Olivier Bessard-Banquy, né en 1970, est un universitaire français, spécialiste des lettres et de l'édition contemporaine.

## Biographie
Ancien élève de l'Asfored, le centre de formation du Syndicat de l'édition, il a travaillé des années à Paris en tant qu'éditeur. Docteur ès lettres, il est professeur des universités à l'université Bordeaux-Montaigne, chargé des enseignements d'édition et d'histoire du livre au sein du Pôle des métiers du livre. Coauteur de L’Édition française depuis 1945 paru sous la direction de Pascal Fouché au Cercle de la librairie, il a participé en 2011 à la rédaction du catalogue de l’exposition Gallimard à partir des archives de l’entreprise. Il est entre autres l’auteur de L’Industrie des lettres paru chez Pocket dans la série « Agora » en 2012. Il a publié en 2016 La Fabrique du livre, une histoire de l’édition littéraire au XXe siècle, à partir des fonds d’archives d’éditeurs conservés à l’IMEC.
Son travail de recherche porte pour l’essentiel sur les tropismes grand public de l’édition littéraire, l'évolution des lectures, « ce que le numérique fait au livre » et plus globalement la place du livre dans la société. Il a codirigé en 2021 chez Armand Colin un volume d'étude, Best-sellers, l'industrie du succès, issu d'une décade de Cerisy sur ces questions de commercialisation des produits de l'édition.
Il intervient ponctuellement dans les médias pour commenter l'actualité du livre.
Olivier Bessard-Banquy enseigne aux élèves de la filière métiers du livre, futurs éditeurs, libraires ou bibliothécaires. 

## Publications

### Essais
- Le Roman ludique, Presses universitaires du Septentrion, 2003
- La Vie du livre contemporain, Du Lérot éditeur, 2009
- Sexe et littérature aujourd’hui, La Musardine, 2010
- L’Industrie des lettres, Pocket, 2012
- Le Goût des livres, Mercure de France, 2016
- La Fabrique du livre, Du Lérot éditeur, 2016

### Directions d'ouvrages
- L'Édition littéraire aujourd'hui, Presses universitaires de Bordeaux, 2006
- La Typographie du livre français (avec Christophe Kechroud-Gibassier), Presses universitaires de Bordeaux, 2008
- Le Livre érotique, Presses universitaires de Bordeaux, 2010
- Les Mutations de la lecture, Presses universitaires de Bordeaux, 2012
- Éric Chevillard dans tous ses états, avec Pierre Jourde, Paris, Classiques Garnier, Coll. « Rencontres », n° 140, 2015.

### Ouvrages collectifs
- L'Édition française depuis 1945, Cercle de la librairie, 1998
- Gallimard 1911-2011, Un siècle d'édition, Gallimard-BNF, 2011.
- Best-sellers, l'industrie du succès, Armand Colin, 2021, codirigé avec Sylvie Ducas et Alexandre Gefen.